# Teorema de Hellmann-Feynman
En mecánica cuántica, el teorema de Hellmann–Feynman relaciona la derivada de la energía total de un sistema con respecto a un parámetro con el valor esperado de la derivada del hamiltoniano con respecto al mismo parámetro. Su aplicación más común es el cálculo de fuerzas en moléculas, donde los parámetros son las posiciones de los núcleos, en lo que se conoce como mecánica molecular: una vez se resuelve la ecuación de Schrödinger, todas las fuerzas se pueden calcular usando conceptos de electromagnetismo clásico.
El teorema ha sido probado independientemente por muchos autores, incluyendo a Paul Güttinger (1932), Wolfgang Pauli (1933), Hans Hellmann (1937) y Richard Feynman (1939).
El teorema es el siguiente:

{\displaystyle {\frac {\partial E}{\partial {\lambda }}}=\int {\psi ^{*}(\lambda ){\frac {\partial {{\hat {H}}_{\lambda }}}{\partial {\lambda }}}\psi (\lambda )\ d\tau },}

o, equivalentemente,

{\displaystyle {\frac {\partial E}{\partial {\lambda }}}={\frac {\langle \psi |{\frac {\partial {{\hat {H}}_{\lambda }}}{\partial {\lambda }}}|\psi \rangle }{\langle \psi |\psi \rangle }}}

donde:
- {\displaystyle {\hat {H}}_{\lambda }} es un operador hamiltoniano que depende de un parámetro continuo {\displaystyle \lambda \,},
- {\displaystyle \psi (\lambda )\,} es una función de ondas, función propia del hamiltoniano, que depende implícitamente de {\displaystyle \lambda \,},
- {\displaystyle E\,} es la energía del sistema, valor propio de la función de ondas,
- {\displaystyle d\tau \,} implica una integración sobre todo el dominio de la función de ondas.

## Demostración
La demostración del teorema de Hellmann-Feynman requiere que la Función de onda sea una autofunción del Hamiltoniano a considerar; sin embargo, también es posible demostrar de forma más general que el teorema se cumple para funciones de onda no propias que son estacionarias (con derivada parcial igual a cero) para todas las variables relevantes (como las rotaciones orbitales).  La función de onda de Hartree-Fock es un ejemplo importante de una autofunción aproximada que satisface igualmente al teorema de Hellman-Feynmann. Un ejemplo notable de cuando no es aplicable el teorema es, por ejemplo, la teoría de perturbación de Møller-Plesset de orden finito, la cual es no variacional. 
La demostración emplea una identidad de las funciones de onda normalizadas que muestra que las derivadas del sobrelapamiento de la función de onda consigo misma deben ser cero. Usando la notación de Dirac estas dos condiciones se representan como

{\displaystyle {\hat {H}}_{\lambda }|\psi _{\lambda }\rangle =E_{\lambda }|\psi _{\lambda }\rangle }
{\displaystyle \langle \psi _{\lambda }|\psi _{\lambda }\rangle =1\Rightarrow {\frac {\mathrm {d} }{\mathrm {d} \lambda }}\langle \psi _{\lambda }|\psi _{\lambda }\rangle =0}

La demostración se realiza mediante la aplicación de la regla del producto de la derivada al valor esperado del Hamiltoniano como función de {\displaystyle \lambda }:
{\displaystyle {\begin{aligned}{\frac {\mathrm {d} E_{\lambda }}{\mathrm {d} \lambda }}&={\frac {\mathrm {d} }{\mathrm {d} \lambda }}\langle \psi _{\lambda }|{\hat {H}}_{\lambda }|\psi _{\lambda }\rangle \\&={\bigg \langle }{\frac {\mathrm {d} \psi _{\lambda }}{\mathrm {d} \lambda }}{\bigg |}{\hat {H}}_{\lambda }{\bigg |}\psi _{\lambda }{\bigg \rangle }+{\bigg \langle }\psi _{\lambda }{\bigg |}{\hat {H}}_{\lambda }{\bigg |}{\frac {\mathrm {d} \psi _{\lambda }}{\mathrm {d} \lambda }}{\bigg \rangle }+{\bigg \langle }\psi _{\lambda }{\bigg |}{\frac {\mathrm {d} {\hat {H}}_{\lambda }}{\mathrm {d} \lambda }}{\bigg |}\psi _{\lambda }{\bigg \rangle }\\&=E_{\lambda }{\bigg \langle }{\frac {\mathrm {d} \psi _{\lambda }}{\mathrm {d} \lambda }}{\bigg |}\psi _{\lambda }{\bigg \rangle }+E_{\lambda }{\bigg \langle }\psi _{\lambda }{\bigg |}{\frac {\mathrm {d} \psi _{\lambda }}{\mathrm {d} \lambda }}{\bigg \rangle }+{\bigg \langle }\psi _{\lambda }{\bigg |}{\frac {\mathrm {d} {\hat {H}}_{\lambda }}{\mathrm {d} \lambda }}{\bigg |}\psi _{\lambda }{\bigg \rangle }\\&=E_{\lambda }{\frac {\mathrm {d} }{\mathrm {d} \lambda }}\langle \psi _{\lambda }|\psi _{\lambda }\rangle +{\bigg \langle }\psi _{\lambda }{\bigg |}{\frac {\mathrm {d} {\hat {H}}_{\lambda }}{\mathrm {d} \lambda }}{\bigg |}\psi _{\lambda }{\bigg \rangle }\\&={\bigg \langle }\psi _{\lambda }{\bigg |}{\frac {\mathrm {d} {\hat {H}}_{\lambda }}{\mathrm {d} \lambda }}{\bigg |}\psi _{\lambda }{\bigg \rangle }.\end{aligned}}}